# QTS-11
Type 11 (tiếng Trung: 11式单兵综合作战系统; pinyin: 11 Shì dānbīng zònghé zuòzhàn xìtǒng; âm Hán Việt: '11 thức đơn binh tổng hợp tác chiến hệ thống', Hệ thống tác chiến tổng hợp cá nhân kiểu 11) hay QTS-11, là một khẩu súng trường tấn công sử dụng loại đạn 5,8 ly và loại đạn nổ trong không trung 20 ly bắn từ ống phóng lựu gắn phía trên nòng súng chính. Được lấy ý tưởng và thành biến thể của súng QBZ-03.Súng dựa trên ý tưởng thiết kế súng trường tấn công đa chức năng Daewoo K11 và khẩu XM29 ra đời trước đó, nhưng sử dụng cỡ đạn 5,8×42mm tiêu chuẩn của Giải phóng quân Nhân dân Trung Quốc.Vào năm 2012, loại súng này được đặt lại và có tên ZH-05.